# 佐佐木留恩
佐佐木留恩（日语：／ Sasaki Run，1956年3月21日—），日本女性配音員。身高156cm。B型血。

## 來歷、人物
福島縣出生。法政大學英文科畢業。本名、舊藝名：佐佐木由美子（佐々木 由美子）。
早年從電影幕後的記錄工作、同時合作聲優經紀公司東京俳優生活協同組合附屬訓練學校往來的小劇團舞台活動起家。
1979年，獲得第1屆日本放送業餘聲優比賽中第1名之後，得到參演廣播劇場的出演機會。同年，以電視動畫《漫畫猿飛佐助》（聲演雪乃公主）出道。
至於現用藝名「佐佐木留恩」的決定由來，是日本放送時期擔任電台製作人上野修翻閱手塚治虫的漫畫時，用漫畫書名所決定。
出道以來經歷Production Baobab、大澤事務所，其後才以自由聲優的身份活動。
目前於美國定居，同時有在美國的聲優訓練學校Team Dreamcatchers。

### 代演
在佐佐木移居美國期間，配音員代演作品如下：
- 佐久間紅美（《超時空要塞》）：瓦奈莎·雷亞德（遊戲版超時空要塞系列（日语：マクロスシリーズ (ゲーム)））、《超時空世紀歐卡斯》：明姬·拉斯（超級機器人大戰系列）
- 小林沙苗（《警察故事》）：阿May[注 1]

## 演出
粗體字表示主要角色。

### 電視動畫
1979年
- 漫畫猿飛佐助（雪乃公主）

1980年
- 明日之丈2（店員）
- 青少棒揚威記（日语：キャプテン (漫画)）
- （美紀）
- 尼爾斯的不可思議之旅（灰色雁、鶇、男孩子）
- 原子小金剛 (1980年版)（羅密葉）

1981年
- 太陽的使者 鐵人28號
- 六神合體Godmars（瑪茲〈少年時期〉）

1982年
- 怪物小王子 (1980年版)
- 超時空要塞（瓦奈莎·雷亞德[8]）
- 一津星世家的無敵奶奶（日语：一ッ星家のウルトラ婆さん）（嬰兒）
- 野生的咆嘯（日语：野生のさけび）

1983年
- 青少棒揚威記（女學生）
- 銀河漂流拜法姆（瑪蘿）
- 聖戰士DUNBINE（艾莉·漢姆）
- 超時空世紀歐卡斯（明姬·拉斯）
- 喬琪姑娘（日语：ジョージィ!）（恩瑪）

1984年
- 勝利女排（日语：アタッカーYOU!）（篠田道子）
- 玻璃假面 (1984年版)（水無月沙耶香）
- 特裝機兵多爾巴克（少年）
- 請多指教跑車郎中（日语：よろしくメカドック）（早坂優）

1985年
- 火焰的阿爾卑斯玫瑰 茱蒂&藍迪（麗絲兒）
- 蒼之流星SPT雷茲納（伊基露·卡露拉）
- 福星小子
- 貓眼三姊妹
- 莎拉公主（歌特露德、卡麥可夫人）
- 星空鐵衛（莉婕特）
- 變形金剛（ムーンレーサー、Astoria、Arana、艾莉婕）
- 超獸機神斷空我（シーキャット）
- 高校！奇面組（日语：ハイスクール!奇面組）（河川惟子）

1986年
- 愛少女波麗安娜物語（珍妮·賀林頓）
- 變形金剛2010（日语：戦え!超ロボット生命体トランスフォーマー2010）（米雪兒）
- 忍者戰士飛影（悠）
- 光之傳說（瑪莉亞·雷諾娃）

1987年
- 超能力魔美（間宮幸子的母親）
- 城市獵人（結城禮子）

1988年
- 美味大挑戰（北尾夏子）

1989年
- 城市獵人3（蘇菲·斯魯巴曼）
- 比利犬商會（日语：ビリ犬）（菖蒲）
- YAWARA！（貝爾坎絲）

1991年
- 少年阿貝（日语：少年アシベ）（媽媽）
- 妙妙殭屍（日语：どろろんぱっ!）（大福寺知世子）
- 21衛門（遙香的母親）

1992年
- 麵包超人（たまごちゃん）
- 超時空保姆（母親）

1994年
- 機動武鬥傳G鋼彈（瑪農）
- 魔天戰神（大和薰）
- 紅色巴隆（日语：レッドバロン (アニメ)）

1996年
- 蒙面俠蘇洛傳（瑪莉亞）
- 蠟筆小新（美代子）
- 山林小獵人 (1996年版)（こおり姫）

1998年
- 銀河漂流華爾分13
- 機動神腦（甘特·克斯納）

1999年
- 六翼天使之聲（日语：セラフィムコール）（松本久留美的母親）

2000年
- 週刊故事樂園（日语：週刊ストーリーランド）（久美的母親、太太）

### 電影動畫
- 劇場版 早安！蘇龐克（日语：おはよう!スパンク）（1982年，安娜）
- 劇場版 Crusher Joe（日语：クラッシャージョウ）（1983年，艾爾芬）
- 超時空要塞：愛，還記得嗎？（1984年，瓦奈莎·雷亞德）
- 奇奇與拉拉的青鳥（日语：キキとララの青い鳥）（1989年，女神）
- 五星物語（1989年，愛謝·紅壇鼎）
- 哆啦A夢：大雄與動物行星（1990年，吉波的母親）
- 2112年哆啦A夢的誕生（1995年，藤本正子）

### OVA
- 銀河漂流華爾分 集合的13人（1984年，瑪蘿）
- 銀河漂流華爾分 消失的12人（1985年，瑪蘿）
- 蒼之流星SPT雷茲納（1986年，伊基露·卡露拉）
- 斬除寒月一凍惡靈 神州魑魅變異聞（日语：寒月一凍悪霊斬り 神州魑魅変異聞）（1989年，染太郎）
- Crusher Joe「冰結監獄的陷阱」（日语：クラッシャージョウ）（1989年，艾爾芬）
- Crusher Joe「最終兵器艾許」（1989年，艾爾芬）
- （1990年）
- IZUMO（1991年，卑彌呼）
- 夢回綠園（1991年，五十嵐巳夜的母親）
- （1991年，豐丸）
- 夢枕獏 暮色劇場 骨董屋（日语：夢枕獏 とわいらいと劇場）（1991年，敬子）
- Hello Kitty的果然還是喜歡媽媽（1992年，Kitty的母親）

### 遊戲
- 新超級機器人大戰（日语：新スーパーロボット大戦）（1996年，卡露拉·伊基露）
- 皇家騎士團2（1996年，阿洛塞雷、賽利耶）
- 可愛的流行麻將2（日语：ラブリーポップ麻雀 雀々しましょ）（1996年，本木奈奈）
- KOWLOON'S GATE -九龍風水傳-（日语：クーロンズゲート）（1997年，遊戲小子）
- 超級機器人大戰F（1997年，艾莉·漢姆）
- 瑪莉的鍊金工房 ～薩爾博格之鍊金術士～（1997年，凱里／凱里里希·瑪格納、納塔莉·科德利亞）
- 超級機器人大戰F完結篇（1998年，艾莉·漢姆）
- 超級機器人大戰完全版（1999年，艾莉·漢姆）
- 超級機器人大戰α（2000年，艾莉·漢姆）
- 超級機器人大戰α for Dreamcast（2001年，艾莉·漢姆）
- 超級機器人大戰IMPACT（日语：スーパーロボット大戦IMPACT）（2002年，艾莉·漢姆）
- 超級機器人大戰BX（2015年，艾莉·漢姆）

### 外語配音

#### 電影
- 歌舞線上（英语：A Chorus Line (film)）（希拉·布萊恩特〈維琪·弗雷德里克（英语：Vicki Frederick）〉）
- 星夢淚痕（英语：A Star Is Born (1976 film)）
- 軍官與紳士
- 動物屋（英语：Animal House）
- 龍兄虎弟（羅娜〈關之琳〉）※富士電視台版。
- 飛鷹計劃（Ada〈鄭裕玲〉）※富士電視台版。
- 大寒（克洛伊〈梅格·蒂莉〉）
- 玫瑰兄弟情（英语：The Brotherhood of the Rose）
- 城市獵人 (1993年電影)（銀子〈溫翠蘋〉）※富士電視台版。
- 別為我哭泣，比利（英语：Cry for Me, Billy） ※富士電視台版。
- 餐館（英语：Diner (film)）（貝絲·施瑞伯〈埃倫·巴爾金〉）※TBS版。
- 飛龍猛將（溫美玲〈楊寶玲〉）※富士電視台版。
- 醉拳II
- 愛因斯坦（戀人）
- 龍爭虎鬥（美玲〈鍾玲玲〉）※TBS版[注 2]。
- 神劍（小惡魔〈芭芭拉·伯恩〉）※朝日電視台版。
- 開放的美國學府 ※富士電視台版。
- 星期五殺手
- 亡命大煞星（英语：The Getaway (1994 film)）（弗蘭·克林頓〈珍妮佛·提莉〉）※朝日電視台版。
- 哈林夜總會（英语：Harlem Nights）（多米尼克·拉魯〈潔絲敏·蓋伊（英语：Jasmine Guy）〉）※影碟版。
- 大白鯊3：一柱擎天
- 一籠傻鳥（安德里亞·查里爾〈露易莎·曼內里〉）
- 悲慘世界（珂賽特）
- 體熱邊緣（英语：Malice (film)）（克勞迪婭〈布蘭達·斯特朗（英语：Brenda Strong）〉）※VHS版。
- 午夜狂奔（丹尼斯·沃爾什〈丹妮爾·杜克洛斯〉）
- 愛的世界（英语：Misunderstood (1984 film)）
- 超級轟天雷（英语：Money Talks (1997 film)）
- 殭屍家族（阿芝〈李賽鳳〉）
- 瘋狂聖誕假期（英语：National Lampoon's Christmas Vacation）（Cousin Catherine〈Miriam Flynn〉）
- 天生好手（英语：The Natural (film)）（年輕時的Iris Gaines〈Rachel Hall）
- 睜開你的雙眼（Nuria〈Najwa Nimri〉）
- 凡夫俗子（Jeannine Pratt〈伊莉莎白·麥戈文〉）※朝日電視台版。
- 小迷糊表錯情（英语：Overboard (film)）
- 超級大玩家（英语：The Player (film)）（Jan〈Angela Hall〉）※朝日電視台版。
- 警察故事（阿May〈張曼玉〉）※富士電視台版。
- A計劃續集（秋玲〈劉嘉玲〉）※富士電視台版。
- 紅番區
- 尖峰時刻（Tania Johnson〈Elizabeth Peña〉）
- 喧鬧村的孩子們（英语：The Six Bullerby Children）
- 睡拳怪招（小翠）※東京電視台版。
- 女超人
- 雙龍會（芭芭娜〈張曼玉〉）※富士電視台版。
- 會客時間（英语：Visiting Hours）（Lisa〈Lenore Zann〉）※TBS版[注 3]。
- 幽靈賽車手（英语：The Wraith） ※TBS版。
- 兒女繞心間（英语：Who Will Love My Children?）
- 紅衣女郎（英语：The Woman in Red (1984 film)） ※朝日電視台版。
- 上班女郎（Phyllis Trask 〈Barbara Garrick〉）
- 臉紅心跳（英语：Zapped!）（Jane Mitchell〈Heather Thomas〉）

#### 電視影集
- 驚異傳奇（英语：Amazing Stories (TV series)）（芭芭拉〈安德翠·馬可維西（英语：Andrea Marcovicci）〉）
- 加州公路巡警（英语：CHiPs）（凱西·利納漢巡警〈蒂娜·蓋兒〉）
- 布偶奇遇記（英语：Fraggle Rock）
- 閃電俠（萊拉）※日本電視台版。

#### 動畫
- 高飛家族（嬰兒時的高飛）
- 辛普森一家（Rola）

### 廣播節目
- All Night-NIPPON（日语：オールナイトニッポン） 4小時廣播劇場
  - 未來少年柯南
  - 宇宙戰艦大和號
  - 永遠的大和號（沙達）
- KIRIN電台劇場
- 小杉十郎太的POP JAM
- 三得利 的宇宙音樂旅行
- Slapstick 電台劇場
- 小小的戀愛物語
- 超時空要塞電台 大家DeCulture
- 夜晚的DRAMA HOUSE（日语：夜のドラマハウス）

### 卡式錄音帶
- 青之騎士貝魯澤魯加物語（日语：青の騎士ベルゼルガ物語）系列（羅妮·夏特雷）
  - 卡式原聲帶文庫 青之騎士貝魯澤魯加物語1
  - 卡式原聲帶文庫 青之騎士貝魯澤魯加物語2

### 布偶劇
- 布偶奇遇記（日语：フラグルロック）
- （1982年）

### 旁白
- 正月特別節目「日本溫泉巡禮」
- 北野武Presents 奇蹟體驗！難以置信（日语：奇跡体験!アンビリバボー）
- 世界新事情 NTV

### 電視劇
- 向太陽怒吼！（日语：太陽にほえろ!）（第528話「真夜中的拉格」病房流傳女性電台DJ聲音的聲音）

## 腳註

## 外部連結
- Run Sasaki（页面存档备份，存于） （日語）（英文）－佐佐木留恩的官方個人網站。
- （日語）－佐佐木留恩的官方個人部落格。
- 佐佐木留恩的X（前Twitter） （日語）